# Siempre son las 4
Siempre son las cuatro es el cuarto disco de Jaime Roos, editado en el año 1982 por el sello Orfeo. Fue grabado en Gente de Jingles/Elvysur, Montevideo, entre agosto y noviembre de 1982. 
Aparecen en este disco dos temas de los más reconocidos de la carrera de Jaime Roos: Adiós Juventud y Nadie me dijo nada.
En la tapa del disco aparece Jaime Roos «haciendo el 4», gesto que se le pide a aquellas personas que parecen estar borrachos para ver si pueden mantener el equilibrio.
Fue originalmente editado como disco de vinilo y casete. EMI lo reeditó en formato CD junto a Mediocampo en el año 2000, Bizarro Records lo reeditó en 2015.

## Estilo musical
En este disco Roos afianza el sentido onírico y oscuro en las canciones, con partes diferenciadas, coros contrapuntísticos y mensajes musicales y poéticos que se superponen. Se utilizan en distintas ocasiones referencias literarias y cinematográficas e incluso autobiográficas. 
En contraste con el estudio europeo donde había grabado su disco anterior, en esta ocasión tuvo que adaptar lo ambicioso de la propuesta a un estudio pequeño y pobremente equipado. 
La canción Adiós juventud, grabada junto a la murga Falta y Resto, fue el sello distintivo del álbum, y le abrió camino a su posterior reconocimiento. Es la segunda murga que grabó Jaime Ross. En la primera, Los Olímpicos, había recreado una murga «de cámara» con los músicos que tenía a disposición. 
Con Adiós juventud logró trasladar la propuesta carnavalera a la canción popular uruguaya, algo en lo que fue pionero.

## Invitados
Aparecen como músicos invitados en el álbum: Jorge Galemire (guitarra eléctrica), Luis Firpo (guitarra eléctrica), Gustavo Etchenique (batería), la murga Falta y Resto, el grupo Travesía (formado por Mayra Hugo, Estela Magnone y Mariana Ingold), Jorge Lazaroff, Gustavo Ripa (guitarra), Urbano Moraes (coros), entre otros.

## Lista de temas
| N.º | Título                      | Escritor(es)   | Duración |  |
| 1.  | «Hermano te estoy hablando» | Jaime Roos     | 04:28    |  |
| 2.  | «Quince abriles»            | Jaime Roos     | 06:11    |  |
| 3.  | «La sirena»                 | Jaime Roos     | 04:04    |  |
| 4.  | «Adiós Juventud»            | Jaime Roos     | 03:54    |  |
| 5.  | «Historias tristes»         | Jaime Roos     | 04:57    |  |
| 6.  | «Chalaloco»                 | Jaime Roos     | 03:12    |  |
| 7.  | «Nadie me dijo nada»        | Jaime Roos     | 01:58    |  |
| 8.  | «Parece»                    | Jaime Roos     | 04:54    |  |
| 9.  | «Desde aquí se ve»          | Daniel Capuano | 02:43    |  |